# Anuket Vallis
Anuket Vallis is een vallei op de planeet Venus. Anuket Vallis werd in 1994 genoemd naar Anoeket, riviergodin uit het zuiden van Egypte en de cataracten.
De vallei heeft een lengte van 350 kilometer, bevindt zich in het quadrangle Fortuna Tessera (V-2) en loopt vanaf de inslagkrater Cleopatra richting noordoosten.